# 埃拉诺
艾拉諾·布魯默（Elano Blumer，1981年6月14日—）是一位巴西足球運動員。埃拉諾在場上主要活動於中場或右路。
埃拉諾的職業足球生涯開始於巴西的桑托斯。2005年埃拉諾轉會去了烏克蘭球隊頓內次克礦工。2007年8月2日，埃拉諾轉會至英超球隊曼城，簽訂了一份四年的合同，轉會費為800萬英鎊。他的首場英超比賽是曼城對西汉姆联的比賽。并在2007年8月19日參加了自己的第一場曼徹斯特德比.
2009年7月30日，艾蘭奴以800萬鎊從英超曼城加盟土耳其足球超级联赛球隊加拉塔沙雷，簽約四年。

## 參考文獻

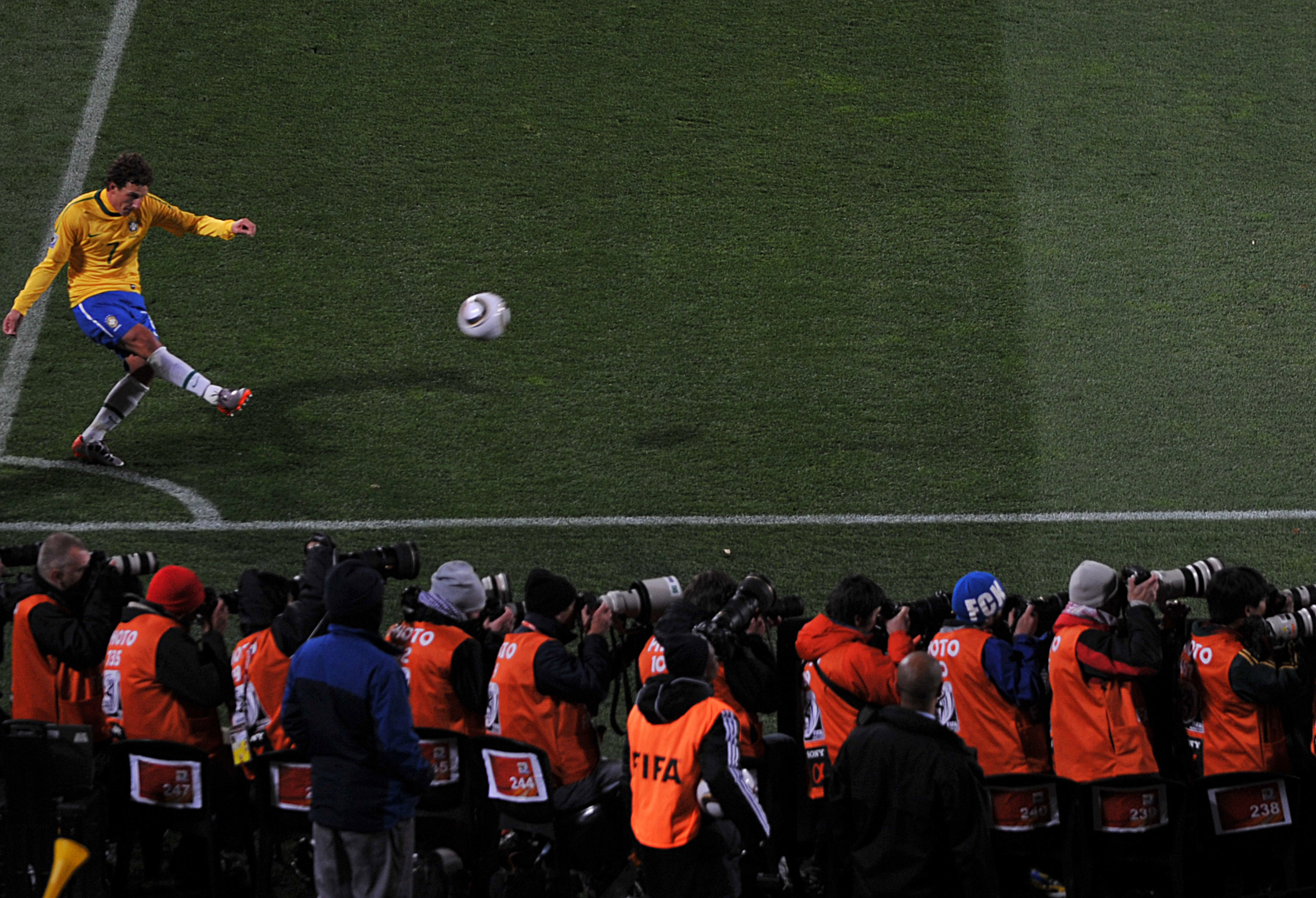
2010年南非世界杯 巴西VS朝鲜

## 榮譽

### 球會
- 山度士
  - 巴西甲級聯賽：2002年、2004年

- 薩克達
  - 烏克蘭超級聯賽：2005年、2006年
  - 烏克蘭超級盃：2005年

- 巴西
  - 美洲國家盃：2007年